# ريك هارست
ريك هارست (بالإنجليزية: Rick Hearst)‏ هو ممثل أمريكي، ولد في 4 يناير 1965 في Howard Beach ‏ في الولايات المتحدة.

## أعمال

### مسلسلات
- المستشفى العام
- بيفرلي هيلز 90210
- غايدنغ لايت
- كاسل

## وصلات خارجية
- ريك هارست على موقع IMDb (الإنجليزية)
- ريك هارست على موقع ألو سيني (الفرنسية)
- ريك هارست على موقع أول موفي (الإنجليزية)
- ريك هارست على موقع قاعدة بيانات الأفلام السويدية (السويدية)
- ريك هارست على موقع قاعدة بيانات الفيلم (الإنجليزية)
- ريك هارست على موقع كينوبويسك (الروسية)